# 大久保善一
大久保善一（おおくぼ ぜんいち、）は、日本の実業家、経営コンサルタント。

## 来歴
- 早稲田大学第一法学部（現早稲田大学法学部）卒業。OMRONオムロン(株)役職員、東証・名証第一部に上場以降、歴代７代東京事業所長(東京本部長)、新規事業の立ち上げに尽力し初代オンボード事業部長その他同社の主要部門の営業の第一線で指揮を執る。
- その手腕から2023年に就任したOMRONの現代表取締役社長(CEO)辻永順太に招聘され、OMRONのアドバイザリー業務を手がけるようになる。
- 東証上場を目指す企業群(ニノテック、日本インターフェイスその他の制御機器若しくはFA又はAI関連企業など)の代表取締役社長や役員などのオファーを受けるが辞退、一社単体に係るガバナンスよりも複数社に関与できるとして東京を主軸とした全国規模の経営コンサルを選ぶ。旧二宮電気通信工業の売上高の伸長、収益構造のリコンダクション、リコンスティチューションを実施、現ニノテックの営業販売チャネルルートを確立、現在の企業規模に拡大する(業界団体内ではつとに有名な逸話若しくは事実である。)。
- また、黒川想介[1]。の筆名で、著書を発刊、業界紙に連載を続けている。

### 人物
- 経営、事業戦略や営業戦術に、軍事戦略家や参謀の思考や理論を取り入れることを志向。主たるところではナポレオンその他の人物に影響を与えたプロイセン王国のクラウゼヴィッツに傾倒。[2]。
- 同業界の遍歴とともに、事業及び営業の第一線で指揮を執り、新市場の開拓及び販売チャネルの開発その他の経営戦略、営業戦術を実践。[3]。
- 主に営業センス若しくは理論に一定の評価を集め、多くの取引先企業の事業拡大、業績拡張に貢献。その後、同業界の数多くのメーカー、商社の経営コンサルタントとして経営戦略の指導、営業コンサルタントとして営業戦術の指南をする。[3]。
- なお、オムロン在職中(1997年)から業界新聞に「元気な制御商社づくり」、「大競争時代の宿題」、「続・大競争時代の宿題」などの記事を連載。[3]。

### 原著
- 『黒川想介の実践営業塾ー販売員は五感力で想介の実践営業塾』政府刊行物　ISBN 4-9901500-3-1 | 全国書誌番号:21592580
- 『元気の出る営業術「売れなければ原点に戻れ」』政府刊行物　ISBN 4-9901500-2-3 | 全国書誌番号:21023117
- 「分岐点(2012年1月18日から2014年3月19日)」 連載5回[4]。
- 「混沌時代の販売情報力 黒川想介(2010年1月20日から2014年4月19日)　連載103回[5]。
- 「不連続戦線に異常なし 黒川想介(2014年7月9日から2016年10月19日)　連載55回[6]。
- 「ディーラーヘルプを考える 黒川想介(2016年11月30日から2019年5月29日)　連載61回[7]。
- 「令和の販売員心得 黒川想介(2019年6月5日から2021年1月27日)　連載39回 [8]。